# سنجاب بوته‌ای اخرایی

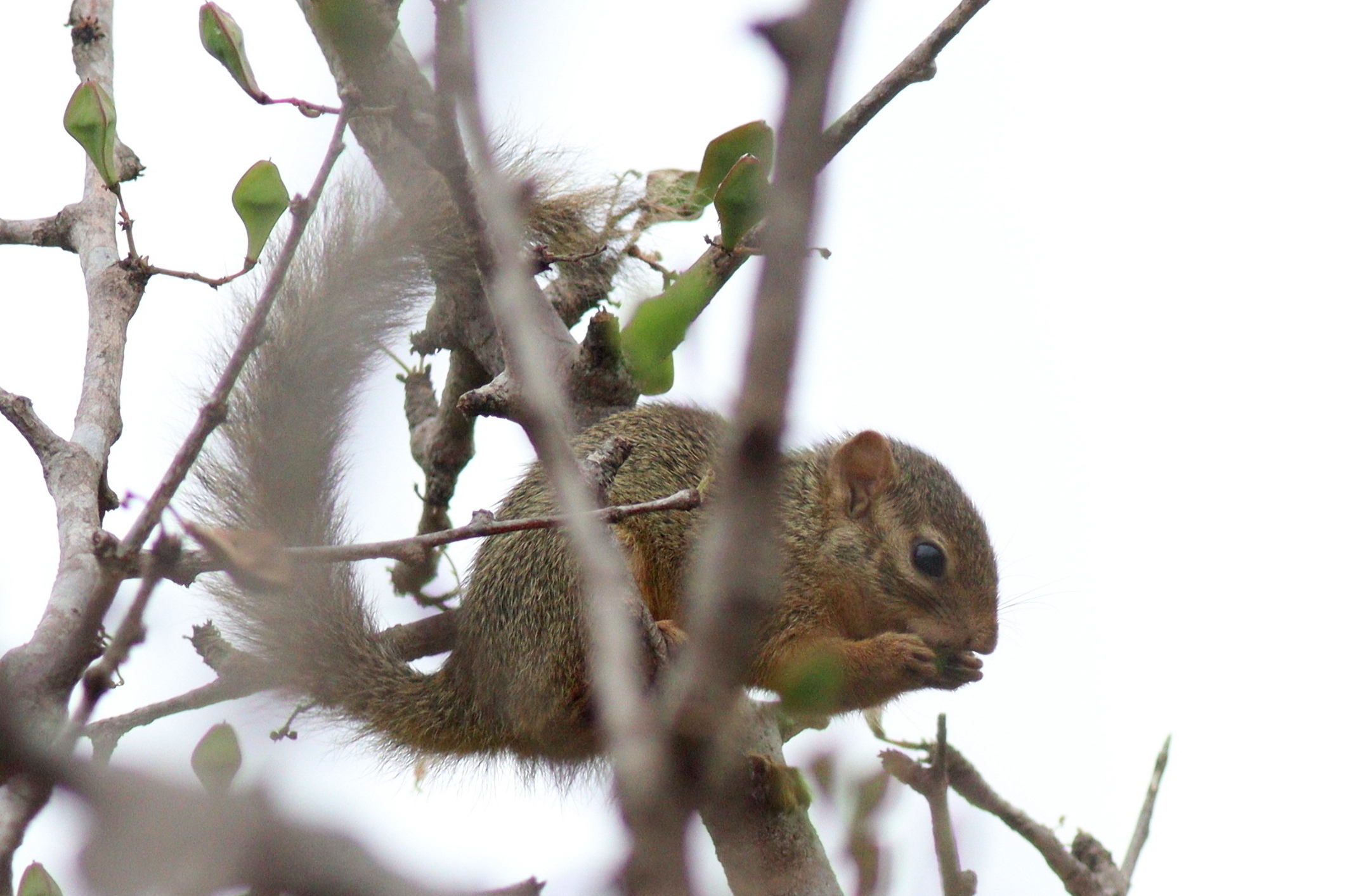
سنجاب آفریقایی

سنجاب بوته‌ای اخرایی (نام علمی: Paraxerus ochraceus) نام یک گونه از سرده سنجاب بوته‌ای آفریقایی است.